# ليث عفرين
لَيْث عِفِرِّينَ أو أسَد النَمل أو الطُّحَنُ (الاسم العلمي:Myrmeleon) هو جنس من الحشرات يتبع فصيلة العويفيات من الرتبة عصبيات الأجنحة. يرقاتها مفترسة تُدَوِّرُ دُوّارةَ ثم تَنْدَسّ في جوفها وتبقى تتصيد الحشرات من نمل وغيرها. ومن أسمائها أيضاً: بقرة بني إسرائيل وأم قيس، أم عُوَيْف وأبو عُوَيف.

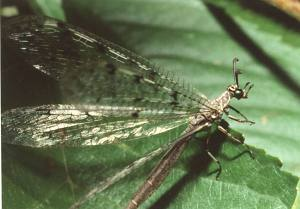
ليث عفرّين
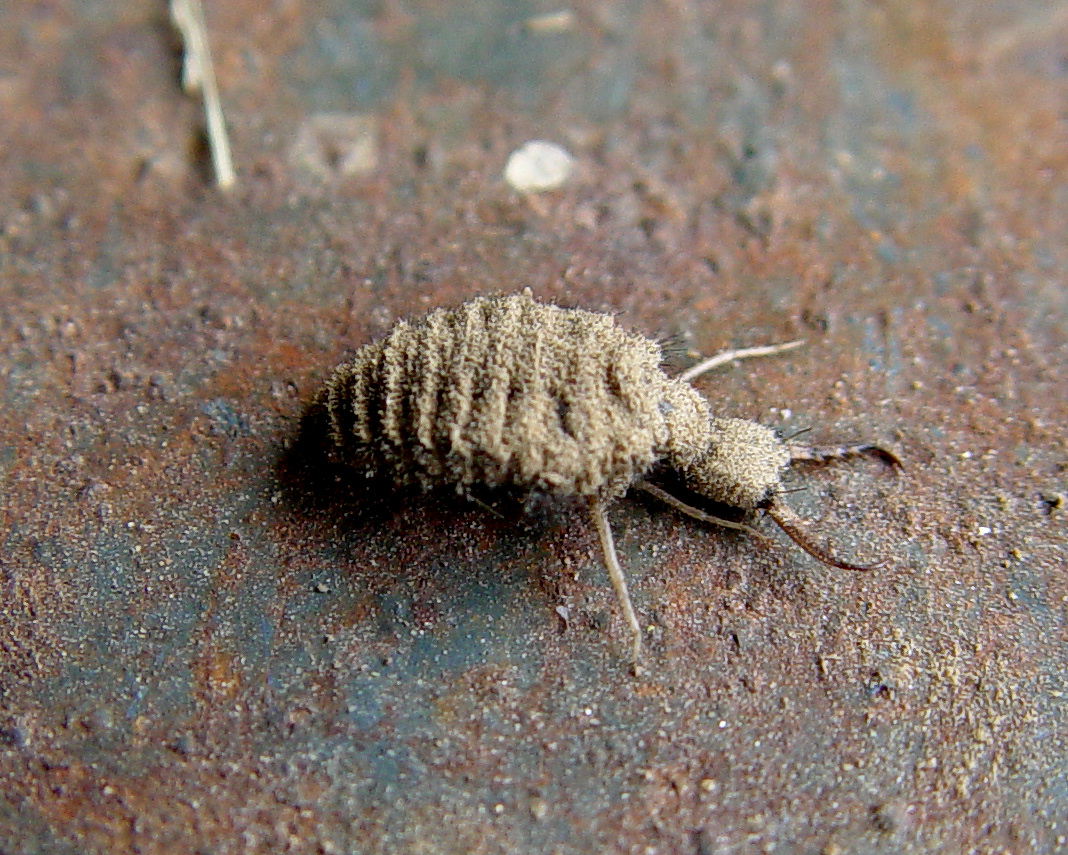
يرقة ليث عفرّين
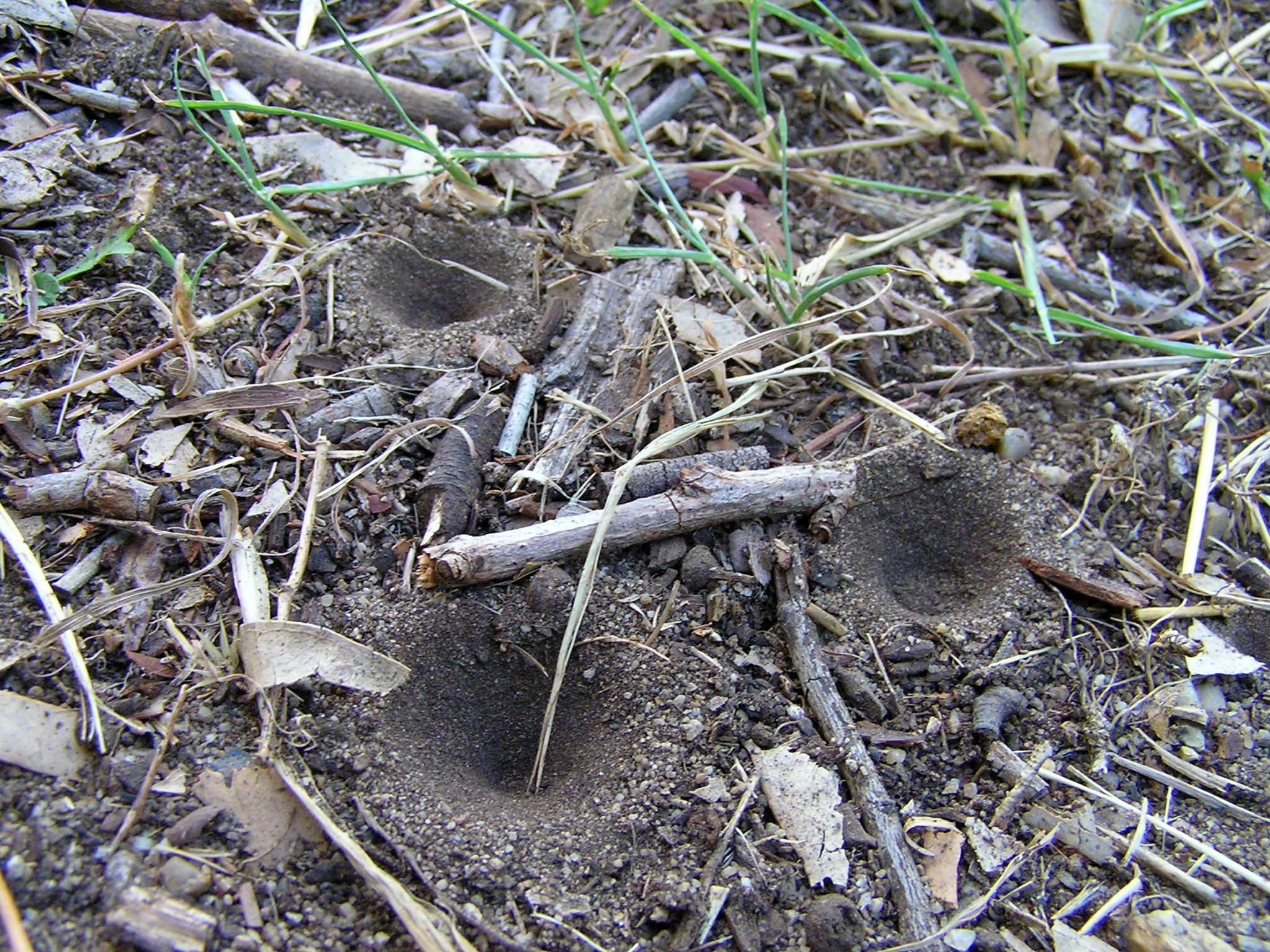
دوّارات ليث عفرّين
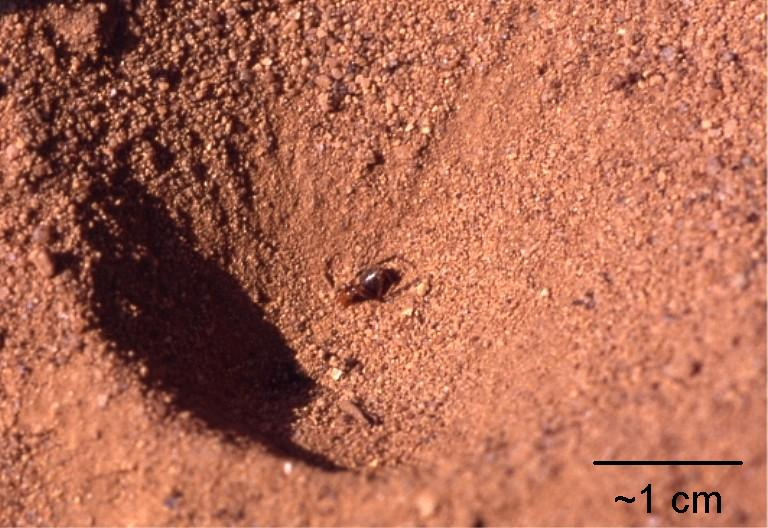
بقايا نملة وقعت في دوّارة ليث عفرّين

## أصل التسمية
سمّيت ليث عفرّين: ليث لأنها تفترس الحشرات الأخرى، وعفرّين من العَفَر أي التراب، لاندساسها فيه. وسمّيت الطحن لأنها تطحن بنفسها الأرض حتى تغيب فيها.

## تعريفات معاجم اللغة
ورد في معاجم اللغة:

ليثُ عِفِرِّينَ تُسَمِّي به العربُ دُوَيْبّة مأْواها التراب السهل في أُصول الحِيطان، تُدَوِّرُ دُوّارةَ ثم تَنْدَسّ في جوفها، فإِذا هِيجَت رَمَتْ بالتراب صُعُداً. 

ليث عِفِرّين، وهذا يقولون إنّ الأصل فيه البابُ الأوّل، لأنَّ مأوَى هذه الدويْبَّة التُّراب في السهل، تدوِّر دارةً ثم تندسُّ في جوفها، فإذا هِيجَ رمَى بالتُّراب صُعُدا.

وأطرق إطراق الطُحَن وهو ليث عفرين دويبة مثل الفستقة يقول له الصبيان: اطحن لنا جرابنا فيطحن بنفسه الأرض حتى يغيب فيها.

الطُّحَنُ: لَيْثُ عِفِرِّينَ، وقوله: إذا رآني واحداً، أَو في عَيَنْ يَعْرِفُني، أَطْرَقَ إِطْراقَ الطُّحَنْ. إنما عنى إحدى هاتين الحشرتين؛ قال ابن بري: الرجز لجَندَلِ بن المُثَنَّى الطُّهَوِيِّ. الأَزهري: الطُّحَنة دُويبة كالجُعَل، والجمع الطُّحَنُ. قال: والطُّحَنُ يكون في الرمل، ويقال إنه الحُلَكُ ولا يُشْبِهُ الجُعَلَ، وقال: قال أَبو خيرة الطُّحَنُ هو لَيْثُ عِفِرِّين مثل الفُستُقة، لونه لون التراب يَندَسُّ في التراب؛ وقال غيره: هو على هيئة العِظَاية يَشتالُ بذنبه كما تفعلُ الخَلِفَة من الإِبل، وحكى الأَزهري عن الأَصمعي قال: الطُّحَنة دابة دون القُنفُذ، تكون في الرمل تظهر أَحياناً وتدور كأَنها تَطْحَنُ، ثم تَغُوص، وتجتمع صبيان الأَعراب لها إذا ظهرت فيصيحون بها: اطْحَني جِراباً أَو جِرابَين. ابن سيده: والطُّحَنَة دويبة صُفيراءُ طرفِ الذنب حَمراءِ، ليست بخالصة اللون، أَصغر رأْساً وجَسَداً من الحِرْباءِ، ذنبها طُول إصبع، لا تَعَضُّ.